# Пальмас-Арбореа
Пальмас-Арбореа (итал. Palmas Arborea, сард. Prammas) — коммуна в Италии, располагается в регионе Сардиния, в провинции Ористано.
Население составляет 1464 человека (2008 г.), плотность населения составляет 37 чел./км². Занимает площадь 39 км². Почтовый индекс — 9090. Телефонный код — 0783.
Покровителем коммуны почитается святой Антиох Сардинский, празднование во второе воскресение после Пасхи и 1 августа.

## Демография
Динамика населения:

## Администрация коммуны
- Официальный сайт: http://www.comunedipalmasarborea.it/ Архивная копия от 24 августа 2019 на Wayback Machine